# Hōjō Yoshimasa
Hōjō Yoshimasa (北条義政, 1243-8 janvier 1281) du clan Hōjō est le sixième rensho (assistant du shikken) du shogunat de Kamakura, et il exerce cette fonction de 1273 à 1277.
Il est gouverneur de la province de Musashi. Il se retire en 1277 et devient prêtre bouddhiste.

## Source de la traduction
- (nl) Cet article est partiellement ou en totalité issu de l’article de Wikipédia en néerlandais intitulé « Hojo Yoshimasa » (voir la liste des auteurs).